# Книшук Андрій
Книшук Андрій Васильович (Миколайович) («Хитрий»; 1925, с. Космач Косівського р-ну Івано-Франківської обл. – 8.01.1948, прис. Медвежий с. Космач Косівського р-ну Івано-Франківської обл.) - лицар Бронзового хреста бойової заслуги УПА.

## Життєпис
В УПА з 1944 р. Стрілець (1944-1945), командир рою сотні УПА «Сурма» куреня «Гайдамаки» ТВ 21 «Гуцульщина» (1945-1947). Загинув, натрапивши на засідку чекістсько-військової групи МДБ. Старший вістун (?), булавний (?), старший булавний (31.08.1947) УПА.

## Нагороди
- Згідно з Наказом військового штабу воєнної округи 4 «Говерля» ч. 6 від 15.12.1946 р. старший вістун УПА, ройовий сотні УПА «Сурма» куреня «Гайдамаки» Андрій Книшук – «Хитрий» нагороджений Бронзовим хрестом бойової заслуги УПА.

## Вшанування пам'яті
- 23.05.2018 р. від імені Координаційної ради з вшанування пам’яті нагороджених Лицарів ОУН і УПА у м. Косів Івано-Франківської обл. Бронзовий хрест бойової заслуги УПА (№ 066) переданий П.Боб’як, сестрі Андрія Книшука – «Хитрого».